# Rio Suaçuí Pequeno
Rio Suaçuí Pequeno är ett vattendrag i Brasilien.   Det ligger i delstaten Minas Gerais, i den sydöstra delen av landet, 700 km sydost om huvudstaden Brasília.
Omgivningarna runt Rio Suaçuí Pequeno är huvudsakligen savann. Runt Rio Suaçuí Pequeno är det ganska glesbefolkat, med 25 invånare per kvadratkilometer.